# Marea Tireniană

Mările din jurul Italiei.

Marea Tireniană este un braț al bazinului estic al Mării Mediterane ce se întinde între Peninsula Italică, Sardinia și Sicilia. Aici se găsesc insulele: Stromboli, Lipari, Elba,  Salina, Vulcano, Panarea, Filicudi și Alicudi, ce aparțin de grupa insulelor Eoliene sau Lipare.